# 導線架
導線架（英語：lead frame，读作/lid/ LEED ）是芯片封装内的金属结构，可将信号从芯片內部传输到外部。

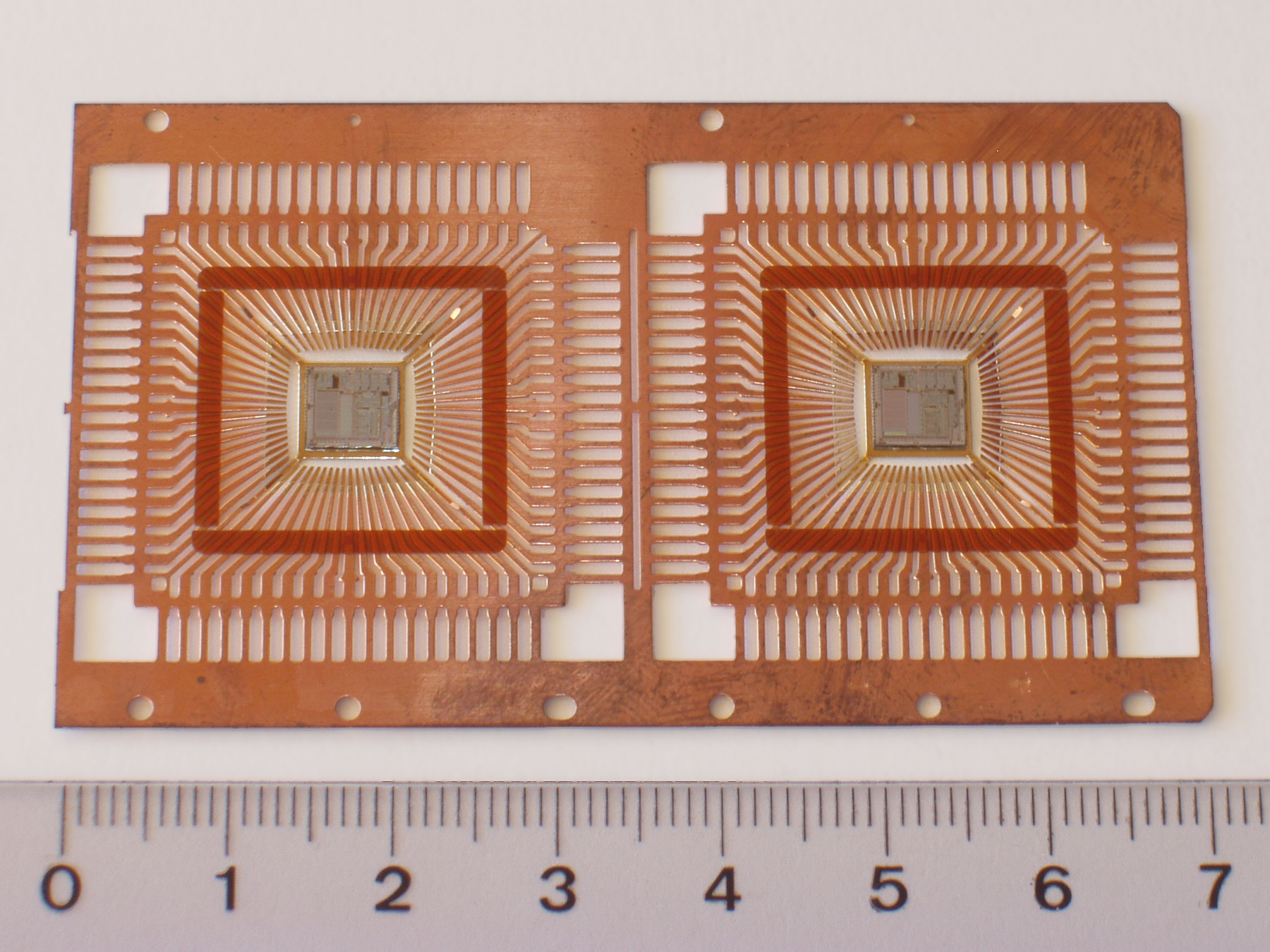
QFP 封装前的導線架

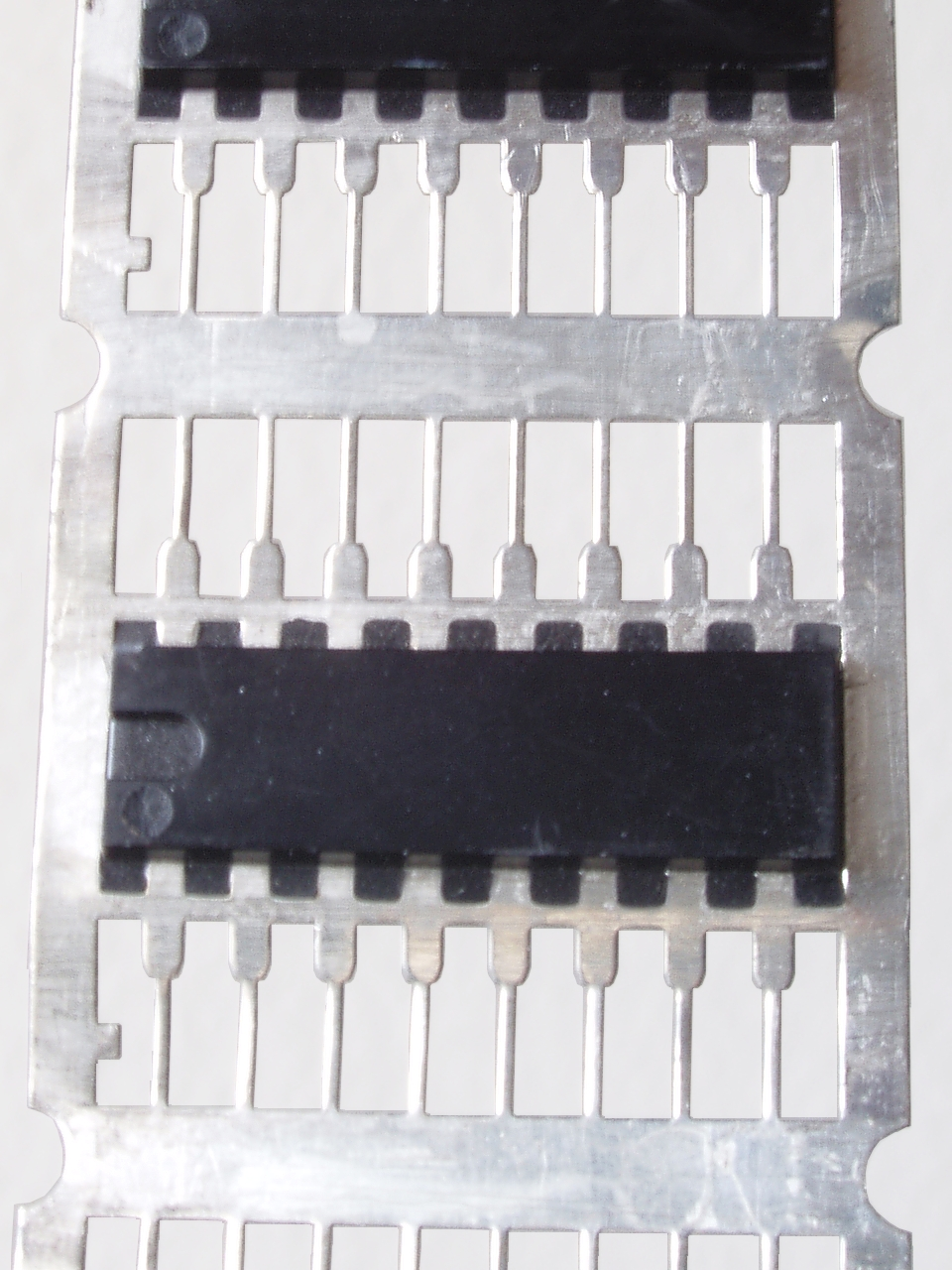
DIP 16 pin 導線架，封装后切割/分离前

導線架由一个中央芯片以及焊盘所组成，芯片放置於此处，被引腳包围，即从焊盤通向外界的金属导体。每条引腳最靠近芯片的一端都在一个焊盤上。小接合线将管芯连接到每个焊盘。机械连接将所有这些部件固定在一个结构中，这使得整个引线框架易于自动处理。

## 制造业
導線架是透过从铜、铜合金或铁镍合金（如合金 42）的平板上去除材料制成的。用于此的两种工艺是蚀刻（适用于高密度引腳）或冲压（适用于低密度引腳）。机械弯曲工艺可以在这两种技术之后应用。 

将芯片貼合並且焊接到導線架内的芯片焊盘上，然后在裸片和焊盘之间连接焊线以将芯片连接到引腳。在称为封装的过程中，将塑料外壳封裝在引线框架和管芯周围，仅暴露引腳。封膠後的殘膠在塑料主体外被切断，任何暴露的支撑框架都被切掉。然后将外部引腳弯曲成所需的形状。

## 用途
其中，導線架用于制造四方扁平无引线封装(QFN)、四方扁平封装(QFP) 或双列直插式封装(DIP)。

## 另見
- 芯片载体——芯片封装和封装类型列表

## 参見
1. ↑   (PDF).   [2014-04-09]. （原始内容 (PDF)存档于2016-03-04）.